# 米田町 (高砂市)
米田町（よねだちょう）は、高砂市の一地域である。印南郡米田町のうち船頭、平津地区を除いた地域を編入した地域である。

## 地理
2013年（平成25年）11月29日現在の人口は、19,142人（男9,233人、女9,909人、外国人含む）で、面積は、3.41 km2 である。神爪（かづめ）、米田団地、米田町神爪、米田町塩市、米田町米田、米田町古新、米田町島、米田町米田新の大字がある。

## 歴史
1889年（明治22年）、印南郡米田村の一部となり、1928年（昭和3年）町制を施行した。1956年（昭和31年）9月18日の兵庫県合併審議会の裁定により、米田・米田新・古新・塩市・島・神爪地区は、高砂市に編入した。1972年（昭和47年）から1974年（昭和49年）にかけ兵庫県公営住宅高砂米田団地が建設された。1980年（昭和55年）4月、高砂市立米田西小学校が開校した。2008年（平成20年）4月、宝殿中学校における加古川市との組合を解消し、高砂市単独の管轄となった。

## 商業施設
- ファッションセンターしまむら高砂米田店
- 高砂市総合運動公園
- モリスホームセンター高砂米田店
- マックスバリュ宝殿店

## 企業等
- 高砂塩市郵便局
- 日本ネットワークサポート
- 高砂水道事業部

## 小中学校
小学校
- 高砂市立米田小学校
- 高砂市立米田西小学校

中学校
- 高砂市立宝殿中学校

## 交通
鉄道
- JR西日本山陽本線宝殿駅

道路
- 国道2号
- 兵庫県道391号
- 兵庫県道43号
- 兵庫県道393号
- 兵庫県道387号

## 寺社
神社
- 米田天神社  - 加古川市加古川町木村にある泊神社の分社で、承応年間、宮本武蔵の養子である宮本伊織が再建したと言われる[3]。宮本伊織と弟の小原玄昌が寄進した三十六歌仙扁額や、石灯籠などが残っている。

寺院
- 西光寺  - 米田町米田にある浄土宗西山派の寺院である。山号は来迎山で、本尊は阿弥陀如来である。宮本武蔵が著した「五輪書」にちなんだ『五輪之庭』という庭園がある。また、武蔵伊織の像が建立され台座は地元の宝殿石である[5]。
- 西蓮寺 - 米田町米田にある浄土真宗本願寺派の寺院である。山号は仏乗山で、本尊は阿弥陀如来である。文政年間から1872年（明治5年）まで、住職福田智潮・智了の寺子屋があった[6]。
- 神宮寺（薬師堂）  - もと米田天神社の神宮寺であった。武蔵の没後の1646年（正保3年）に武蔵の供養のために宮本伊織が鰐口を寄進した。
- 教永寺 - 米田町米田にある浄土真宗本願寺派の寺院である。山号は宝城山で、本尊は阿弥陀如来である
- 善覚寺 - 米田町塩市にある浄土真宗真宗大谷派の寺院である。山号は仏生山で、本尊は阿弥陀如来である
- 永徳寺 - 米田町島にある浄土真宗真宗大谷派の寺院である。山号は雲龍山で、本尊は阿弥陀如来である
- 覚正寺 - 米田町神爪にある浄土真宗真宗大谷派の寺院である。山号は平等山で、本尊は阿弥陀如来である
- 教覚寺 - 米田町米田にある浄土真宗本願寺派の寺院である。山号は天宝山で、本尊は阿弥陀如来である。

## 名所
- 武蔵・伊織の生誕碑 - 1990年（平成2年）に宮本武蔵・伊織顕彰会によって建立された。高さ約3.5m、幅約7m、重さ約100tの地元名産竜山石で造られた[5]。
- 田原家の屋敷跡 - 武蔵の生家である田原家の屋敷跡に記念碑が建立されている[5]。
- 一の鳥居 - 高砂市米田町神爪にあり、1680年（延宝8年）に、この村の庄屋であった神吉久太夫が奉納したものである。久太夫が城崎温泉で姫路藩主に会ったとき、酒に酔って無礼な口をきいたことから藩主の怒りを買った。酔いのさめた久太夫はすぐに村へ帰り、氏神の生石神社に参詣し、この難を免れた。そこで感謝の意を表すため鳥居を建てたといわれている。この鳥居の隣には、山片蟠桃が結婚を記念して贈ったものといわれている燈篭がある[5]。

## 出身著名人
- 宮本武蔵
- 宮本伊織
- 山片蟠桃（やまがた ばんとう）- 江戸時代の代表的な町人学者。神爪にあるかんな公園には像が、覚正寺には顕彰墓が建立されている。これらが面している通りを「ばんとう通り」と名づけられている[5]。